# 12261 Ledouanier
A 12261 Ledouanier (ideiglenes jelöléssel 1989 TY4) a Naprendszer kisbolygóövében található aszteroida. Eric Walter Elst fedezte fel 1989. október 7-én.
Nevét Henri Rousseau (1844 – 1910) francia festő után kapta.